# Bolinopsidae
Bolinopsidae (лат.) — семейство гребневиков из отряда лопастеносные, обитающее в морских и солоноватых водах всех океанов.
Семейство включает два рода: Bolinopsis и Mnemiopsis. Род Deiopea когда-то была включен в это семейство, но сегодня выделен в отдельное семейство. 
Виды Bolinopsis встречаются в полярных и тропических неритических водах всех океанов, а виды Mnemiopsis ограничены прибрежными водами умеренной и тропической Атлантики.
Ротовые лопасти Bolinopsis вставлены на полпути между ртом и инфундибулумом; у Mnemiopsis — на уровне инфундибулума. В процессе развития Mnemiopsis leidyi проходит стадии, напоминающие Bolinopsis, прежде чем достичь своей окончательной формы. Гонады присутствуют на стенках всех меридиональных каналов у зрелых особей. Большинство видов прозрачны. Самые крупные достигают высоты 15 см. Механизм питания одинаков у всех изученных видов: животное медленно плывет вперед с раскрытыми ротовыми лопастями, захватывая мелкие организмы (преимущественно ракообразных) на покрытых слизью внутренних поверхностях долей; пища переносится в рот с помощью ротовых щупалец и ресничек. 

## Классификация
На август 2024 в состав семейства включают следующие роды и виды:
- Bolinopsis L. Agassiz, 1860
  - Bolinopsis ashleyi Gershwin, Zeidler & Davie, 2010
  - Bolinopsis chuni (von Lendenfeld, 1884)
  - Bolinopsis elegans (Mertens, 1833)
  - Bolinopsis indosinensis Dawydoff, 1946
  - Bolinopsis infundibulum (O.F. Müller, 1776)
  - Bolinopsis microptera (A. Agassiz, 1865)
  - Bolinopsis mikado (Moser, 1907)
  - Bolinopsis ovalis (Bigelow, 1904)
  - Bolinopsis rubripunctata Tokioka, 1964
  - Bolinopsis vitrea (L. Agassiz, 1860)
- Mnemiopsis L. Agassiz, 1860
  - Mnemiopsis gardeni L. Agassiz, 1860
  - Mnemiopsis leidyi A. Agassiz, 1865